# Konyšëvka
Konyšëvka (in russo Конышёвка?) è un insediamento di tipo urbano della Russia europea, nell'oblast' di Kursk; è il centro amministrativo del distretto Konyšëvskij.
Si trova 108 km a nord-ovest di Kursk.